# دفرية
قرية دفرية هي إحدى القرى التابعة لمركز كفر الشيخ في محافظة كفر الشيخ في جمهورية مصر العربية. حسب إحصاءات سنة 2006، بلغ إجمالي السكان في دفرية 7443 نسمة، منهم 3786 رجل و3657 امرأة.

## التاريخ
قرية دفرية من القرى القديمة، حيث وردت باسم «دفرية» في أعمال الغربية ضمن قرى الروك الصلاحي التي أحصاها ابن مماتي في كتاب قوانين الدواوين، كما وردت باسم «دفرية» في أعمال الغربية ضمن قرى الروك الناصري التي أحصاها ابن الجيعان في كتاب «التحفة السنية بأسماء البلاد المصرية». وفي العصر العثماني وردت باسم «دفرية» في التربيع العثماني الذي أجراه الوالي العثماني سليمان باشا الخادم في عصر السلطان العثماني سليمان القانوني ضمن قرى ولاية الغربية، وفي تاريخ 1228هـ/1813م الذي عدّ قرى مصر بعد المسح الذي قام به محمد علي باشا باسم «دفرية» ضمن قرى مديرية الغربية.